# Joliette (regionale Grafschaftsgemeinde)
Joliette ist eine regionale Grafschaftsgemeinde (französisch municipalité régionale du comté, MRC) in der kanadischen Provinz Québec.
Sie liegt in der Verwaltungsregion Lanaudière und besteht aus zehn untergeordneten Verwaltungseinheiten (zwei Städte, sechs Gemeinden, ein Dorf und ein Sprengel). Die MRC wurde am 1. Januar 1982 gegründet. Der Hauptort ist Joliette. Die Einwohnerzahl beträgt 66.550 (Stand: 2016) und die Fläche 418,12 km², was einer Bevölkerungsdichte von 159,2 Einwohnern je km² entspricht.

## Gliederung
Stadt (ville)
- Joliette
- Notre-Dame-des-Prairies

Gemeinde (municipalité)
- Crabtree
- Notre-Dame-de-Lourdes
- Saint-Charles-Borromée
- Sainte-Mélanie
- Saint-Paul
- Saint-Thomas

Dorf (municipalité de village)
- Saint-Pierre

Sprengel (municipalité de paroisse)
- Saint-Ambroise-de-Kildare

## Angrenzende MRC und vergleichbare Gebiete
- Matawinie
- D’Autray
- L’Assomption
- Montcalm